# ۲۸ صفحه
 ۲۸ صفحه گزارشی درباره حملات ۱۱ سپتامبر و نقش عربستان سعودی است که در سال ۲۰۰۳ توسط دولت بوش تهیه شده است.
این اطلاعات محرمانه، یک طرح کلی از شبکه‌ای از افرادی را نشان می‌دهد که از هواپیماربایانی که در حملات ۱۱ سپتامبر مشارکت داشتند، حمایت می‌کردند. این هواپیماربایان هنگامی که در آمریکا بودند به طور قابل ملاحظه‌ای مورد حمایت عربستان سعودی و مؤسسات خیریه و افراد ثروتمند عربستان بودند.
کاخ سفید و مقامات اطلاعاتی آمریکا قصد دارند اسناد موسوم به «۲۸ صفحه» را از حالت محرمانه خارج کنند. انتشار این اسناد از حمایت عربستان سعودی از هواپیماربایانی خبر می‌دهد که در حملات تروریستی ۱۱ سپتامبر مشارکت داشتند.
باب گراهام، سناتور سابق ایالت فلورید که ریاست مشترک کمیته تحقیق درباره حملات ۱۱ سپتامبر را بر عهده داشته است، از دولت اوباما خواسته که صفحات مذکور از گزارش را از طبقه‌بندی محرمانه خارج کند.والتر جونز، عضو کنونی مجلس نمایندگان آمریکا از ایالت کارولینای شمالی نیز از دیگر طرفداران انتشار این گزارش است. جونز معتقد است بخش‌هایی از این گزارش، مایه شرمساری دولت جورج بوش خواهد بود و این به دلیل روابط ویژه‌ای است که وی با سعودی‌ها برقرار کرده بود.

## واکنش عربستان
عربستان در واکنش به احتمال انتشار این اسناد تهدید کرده که سرمایه های خود را از بانک های آمریکایی خارج خواهد کرد.

## انتشار گزارش
این گزارش در ۲۸ تیرماه ۱۳۹۵ با رای مجلس نمایندگان آمریکا منتشر شد. بخش‌هایی از این گزارش قلم گرفته شده و ناخوانا است.

## محتوای گزارش
- برخی از هواپیماربایان یازده سپتامبر، در شرایطی که در داخل آمریکا بوده‌اند، ظاهراً با افرادی که با دولت سعودی در ارتباط بوده‌اند، تماس‌هایی را برقرار کرده‌اند.[۱۱]
- ارتباطات مالی میان هواپیماربایان و مقامات دولت سعودی و اعضای خاندان سلطنتی عربستان وجود داشته است.[۱۰][۱۲]

### نقش بندر بن سلطان
بر اساس این گزارش، چندین شماره تلفن در دفتر تلفن «ابوزبیده»، یک عامل ارشد القاعده که در ماه مارس ۲۰۰۲ در پاکستان دستگیر شد، کشف شده که احتمالاً دست‌کم به صورت غیرمستقیم با شماره تلفن‌هایی در داخل آمریکا مرتبط بوده است. یکی از این شماره‌ها در داخل آمریکا متعلق به شرکت «ASPCOL» است که در آسپن کلورادو واقع است و در حقیقت امور مربوط به اسکان بندر بن سلطان را عهده‌دار بوده است.